# Safi
Safi er en by i det vestlige Marokko, med et indbyggertal (pr. 2004) på cirka 285.000. Byen er hovedstad i regionen Doukkala-Abda, og er en af landets vigtigste havne- og fiskeribyer.
Den dansk-marokkanske erhvervskvinde Soulaima Gourani er født i Safi.